# Fashion For Cycling
Fashion For Cycling is een Belgisch bedrijf dat zich gespecialiseerd heeft in de verkoop van fietsonderdelen en fietskledij. Er zijn twee vestigingen: de eerste is gevestigd in Lotenhulle (Aalter), de tweede in Geraardsbergen. Fashion For Cycling wordt vaak afgekort als FFC.
Cindy Van Eyck richtte Fashion For Cycling op in 2003. De eerste winkel was in het centrum van Aalter. Niet veel later moesten ze noodgedwongen verhuizen naar een groter pand, maar toen ook dat te klein werd, is besloten om een groter pand met twee verdiepingen aan te kopen in het centrum van Lotenhulle. Sinds 2008 is er ook in Geraardsbergen een filiaal.
In 2020 won Fashion For Cycling voor de tweede maal op rij de BeBike Award in de categorie Online Bike Shop van het Jaar.